# Pau Font de Rubinat
Pau Font de Rubinat va ser un polític i bibliòfil català nascut a Reus el 5 d'octubre de 1860 en el si d'una família burgesa.

## Orígens familiars
Era el fill primogènit de Felip Font Trullàs i de Concepció de Rubinat i germà de Josep Font, militar. Va ser batejat a la Prioral de Sant Pere el dia 8 per l'ardiaca del capítol de Tarragona, Manuel Llopis. Li imposaren els noms de Pau, Albert i Bonaventura. Actuaren com a padrins Francesc Antoni de Miró i de Burgès i Maria Anna de Rubinat i de Baldrich, veïns de Reus, en representació dels marquesos de Vallgornera: Albert de Baldrich i de Veciana i Maria de la Concepció Ortiz de Sandoval. El registre del baptisme, inexistent encara el civil, va ser fet en català. En una anotació feta amb motiu del naixement del seu germà Francesc, el 1885, Pau Font anomenava els seus avis. Els paterns eren: Pau Font i Boronat, definit com a propietari, i Maria Teresa Trullàs i Cardona, ambdós fills i veïns de Reus, ja difunts; els materns eren: Francesc de Rubinat i Capdevila, propietari del Pla de Cabra, i Dolors de Baldrich i Veciana, del Rourell, ambdós, veïns de Valls i ja difunts. De caràcter enèrgic, era polifacètic en les seves activitats polítiques, culturals i artístiques. A la ciutat el coneixien per Don Pau.

## Biografia i vida política
Cursà la carrera de dret i es llicencià a la Universitat de Barcelona en 1884. Professà sempre les idees catalanistes, i va ser un dels fundadors i primer president de l'Associació Catalanista de Reus. Fundà i dirigí la revista La Veu del Camp (1885-1890) i també el diari Lo Somatent (1886-1903).
Es va casar el 7 de novembre de 1888 amb Maria Concepció Lamarca i de Mier, i esdevingué concunyat de Francesc Macià i Llussà, en ser les seves dones, germanes. Resulta simptomàtic del ja arrelat catalanisme de Pau Font que mentre la participació de casament, feta a nom dels pares, era redactada en castellà, l'oferiment de la casa pel nou matrimoni era en català. Les famílies eren amigues d'antic. La núvia, que al moment de casar-se tenia 24 anys, era lleidatana, rebé una acurada educació, dominava el francès i coneixia la literatura. El seu pare, Agapito Lamarca, tenia fama d'estrafolari. D'ell s'expliquen anècdotes pintoresques que retraten un tremp ocurrent i poc atent a les convencions socials de l'època i en diverses fotografies va disfressat, cosa que li produïa un plaer especial.

Ella aportà diverses propietats rurals al matrimoni. Maria Concepció Lamarca tenia vel·leïtats literàries i va publicar alguna prosa poètica en castellà al diari lleidatà "El País", molt dins del to becquerià de moda aleshores. Les cartes demostraven habilitat i gràcia narrativa. També era hàbil amb el llapis a la mà, com demostren els dibuixos i les cartes enviades al seu promès.
La dona de Don Pau va morir a Reus el 12 d'octubre de 1905. Li van sobreviure cinc filles i un fill: Maria de la Concepció, Josefina (que es casà amb Fèlix Gasull), Maria Teresa, Felip (que morí solter a Hamburg el març de 1937, als 36 anys), Maria dels Dolors (que es casà amb Cristian Cortès) i Maria de l'Assumpció (que es casà amb Joaquim Blasco) i que va ser la darrera propietària resident de la casa Navàs. En morir van ser nombroses les personalitats que comunicaren el seu condol, hi van assistir al sepeli membres de la petita noblesa catalana com els barons d'Albi, Ferran de Miró i d'Ortaffà, Ferran de Segarra, Ferran de Querol i de Bofarull, Antoni de Brocà i Fidel de Moragas; intel·lectuals catalanistes com Narcís Oller, Ramon Miquel i Planas, Antoni Rubió i Lluch, Eduard Toda, Josep Martí Folguera, Ernest Moliné i Brasés, Antoni M. Alcover, Alexandre de Riquer i Carme Karr; bibliòfils o exlibristes com l'impressor Joan Oliva, el llibreter Àlvar Verdaguer o el dibuixant Josep Triadó, i diversos especialistes estrangers; i polítics com Manuel Duran i Bas o Albert Rusinyol; diputats, el senador i ex-ministre Manuel Allende Salazar o Anselm Guasch que demostren el prestigi i les relacions assolides pel matrimoni, constatables per la diversitat d'ideologies representades. En quedar vidu, Pau Font tingué un accidentat festeig amb una filla del seu amic l'arquitecte Lluís Domènech i Montaner que quedà trencat el març de 1907.
Es va moure dins el camp de la política catalana i va ser un dels fundadors i col·laborador de l'Associació Catalanista de Reus. El 1886 fundà i dirigí el primer diari reusenc en català, Lo Somatent. Com a membre de la Unió Catalanista, de la que en va ser tresorer, intervingué en la redacció de les Bases de Manresa el 1892 signades per Lluís Domènech i Montaner, Josep Soler i Palet, i Enric Prat de la Riba, assistint també a l'assemblea a més de Pau Font de Rubinat, Joaquim Vayreda, Josep Torras i Bages, Narcís Verdaguer i Callís, Narcís Oller, Àngel Guimerà, Carles Bosch de la Trinxeria, Ferran Alsina, Eusebi Güell, Lluís Pellicer, Joan Llimona, Josep Pin i Soler, Pere Aldavert, Bori i Fontestà, Josep Puig i Cadafalch, i d'altres. Un any més tard, la Unió Catalanista celebrà la Segona Assemblea a Reus destinada a aconseguir l'aplicació de les Bases, on Pau Font de Rubinat defensà la totalitat del projecte.
El 1895 era president de l'Associació Agrícola de Reus, entitat que es preocupava pel desenvolupament de les activitats agropecuàries. Al Mas de Misericòrdia, una finca d'unes quaranta hectàrees a un quilòmetre i mig de Reus, provà diverses tècniques agrícoles i muntà unes granges de porcs i de conills i també de gallines i oques. Va fundar allà una "Escola Regional Agrico-avícola", per la qual cosa va construir el Mas de l'Escut, i importà d'Anglaterra les primeres incubadores d'ous existents a l'estat espanyol. La finca tenia a més uns esplèndids jardins dissenyats per Pere Caselles. El 1897 va ser un dels impulsors de l'Institut Pere Mata o Manicomi de Reus i va ocupar l'alcaldia de Reus pel període de 1899 a 1901, nomenat alcalde de Reial ordre pel govern de Polavieja. A les festes d'octubre de 1899 a Reus, va fer col·locar la senyera a dalt del campanar i els escuts de Catalunya de les quatre províncies del Principat i de Reus a la façana de l'Ajuntament. Diversos enfrontaments amb el governador civil, i sobretot la transcendència de la xiulada a Dato quan aquest polític era Ministre de la Governació i passà per Reus, van ser els desencadenants de la seva destitució com a alcalde, destitució que va recórrer, però el govern el cessà definitivament el juny de 1901. Al maig del 1900 Eduardo Dato passà per Reus, i a l'estació dels directes l'esperava un grup de reusencs amb tres mil xiulets que s'havien comprat per a protestar contra la tumultuosa història de la inauguració de l'estàtua eqüestre del general Prim. L'incident va comportar una topada entre Pau Font de Rubinat i un dels membres del seguici de Dato, el diputat marqués de Portago, que intentà degenerar l'afer en un desafiament. Font proposà per padrins Lluís Domènech i Montaner i Raimon d'Abadal, però el duel no es va celebrar. Després de deixar l'alcaldia, el mateix 1901, aconseguí que l'Ajuntament de Reus aprovés una "Comissió de Pantans" per a construir embassaments i intentar resoldre l'endèmic problema d'aigua de la ciutat de Reus. Els membres de la comissió eren l'industrial Josep Maria Tarrats, l'advocat Julià Nougués i Pau Font de Rubinat. Aconseguiren que el govern de Madrid aprovés la construcció del Pantà de Riudecanyes. El 1908 va ser nomenat senador del regne. Va ser també conseller d'Agricultura, Indústria i Comerç de la província. Exercí molt poc d'advocat, però tenia prestigi com a jurista: el 1886 va ser escollit pel Col·legi d'Advocats de Reus per a la comissió que havia d'elaborar un dictamen sobre la reforma del codi civil. El 1935 va ser un dels vuit advocats catalans escollits per l'Acadèmia de Jurisprudència i Legislació de Catalunya per integrar-ne el consell d'acadèmics de mèrit. Durant el Congrés Jurídic Català, el maig de 1936 va presidir la comissió encarregada de muntar l'exposició bibliogràfica de temes jurídics. En morir el 1948 era degà del Col·legi reusenc.

## Bibliòfil
Amic d'altres bibliòfils catalans i estrangers, com ara Pere Bohigas, Ramon Miquel i Planas, Josep Porter i Sir Henry Thomas, director de la Spanish Section de la British Library. Col·leccionà tots els tresors i rareses bibliogràfiques que pogué adquirir durant més de quaranta anys, especialment llibres impresos per Rosembach, Luschner i Posa i incunables i post-incunables (impresos entre 1500 i 1520), que formaven la part més important de la seva prestigiosa biblioteca, d'uns 45.000 volums, una de les tres biblioteques privades més importants de Catalunya, i per a albergar-la va fer ampliar la seva casa del carrer de la presó a Lluís Domènech i Montaner. La seva passió pels llibres li va fer mantenir contactes amb destacades personalitats de la cultura catalana, com Josep Gudiol, Valeri Serra i Boldú, Alfons Bonay, Anselm M. Albareda, Ángel Ossorio y Gallardo, Artur Masriera, Joan Serra Vilaró, i el francès Foulché-Delbosc. Per aquesta afecció i reconeguda solvència pericial, és de relleu el seu prestigi dins el ram bibliòfil i heràldic; va ser fundador i primer president, el 1903, de la Societat Catalana de Bibliòfils, societat que arribà força esllanguida fins al 1936. Va ser un dels principals re-introductors i divulgadors a Catalunya dels Ex-libris, i efectuà intercanvis amb diversos col·leccionistes europeus. Participà activament a la Revista Ibérica de Exlibris. L'ajuntament de la ciutat comtal li encarregà la reconstrucció de la iconografia catalana des de l'edat mitjana. Va ser membre de la Reial Acadèmia Espanyola de la Historia. L'Associació Artística Arqueològica de Barcelona el nomenà soci i corresponsal per a Reus el 1891. El 1921 va ser nomenat membre de l'Acadèmia de la Història i de la comissió provincial de Monuments. El 1931 era nomenat component del Patronat del Monestir de Santes Creus i el mateix any, jurat del govern de la Generalitat. És notable el seu pas pel Centre de Lectura, on ocupà la presidència en diverses tongades, com el 1924. Malgrat la seva gran erudició tingué poca tirada a escriure i publicà només articles breus a Lo Somatent, periòdic que va fundar, La Veu del Camp, La Il·lustració Catalana o a la Revista del Centre de Lectura, i dos opuscles sobre Tarragona i Reus. Es perdé l'original de la seva obra més ambiciosa "Los ex-libris españoles", que d'altra banda no és segur que enllestís, tot i que el 1914 l'impressor Oliva de Vilanova li enviava proves d'algunes planxes.
El 24 d'abril de 1932, Pau Font en un discurs al parlament fet amb motiu de la celebració de la "Diada de la llengua i festa de la unitat de les terres de llengua catalana" a Reus, quan va fer vibrar el públic amb el paràgraf final del seu parlament, alhora combatiu i sentimental: "segurament d'entre tots els que som aquí, sóc l'únic que té el document que em fa fill de Reus i fill de Catalunya, el dia de la meva naixença, escrit en llengua catalana. Jo espero, ara que la meva vida s'acosta a la fi, que l'estatut de la llibertat de Catalunya farà que el document que certifiqui la meva mort sigui també escrit en català"
Va morir a Reus el 4 de desembre de 1948. La ciutat de Reus li va dedicar un carrer entre el passeig de Prim i l'avinguda dels Països Catalans.